# Бучеча
Бучеча (рум. Bucecea) — город в Румынии в составе жудеца Ботошани.

## История
Начиная с XVI века в документах упоминается находящаяся в этих местах деревня Вэлчешти. В документе 1751 года говорится о «деревнях Вэлчешти и Бучеча», а впоследствии название «Вэлчешти» исчезает из документов. Считается, что после того, как появилась деревня Бучеча, обитатели Вэлчешти постепенно перебрались в неё, а старая деревня исчезла.
С XIX века в этих местах имелась крупная еврейская община, однако во время Второй мировой войны местные евреи были вывезены в концентрационные лагеря.
В 2004 году Бучеча получила статус города.